# Верховна Рада України II скликання

Розподіл місць у Верховній Раді 2-го скликання

Верховна Рада України II (2-го) скликання — склад Верховної Ради України, що діяв у 1994–1998 роках. До 2000 року нумерація скликань Верховної Ради України продовжувала нумерацію скликань Верховної Ради Української РСР, тому це скликання називалося 13-м (XIII).
Друге скликання Верховної Ради почало роботу 11 травня 1994 року, а закінчило 12 травня 1998 року, у день набуття повноважень наступним скликанням.

## Склад
Сформована за результатами виборів до Верховної Ради 27 березня 1994 року.

## Депутати
| ПІБ                                   | Фото | Місто або область         | Виборчий округ                    | № округу | Початок повноважень | Кінець повноважень |
| ------------------------------------- | ---- | ------------------------- | --------------------------------- | -------- | ------------------- | ------------------ |
| Федорин Ярослав Володимирович         |      | м. Київ                   | Голосіївський                     | 4        | 24.12.1995          | 12.05.1998         |
| Черновецький Леонід Михайлович        |      | м. Київ                   | Дарницький                        | 5        | 07.04.1996          | 12.05.1998         |
| Бондаренко Володимир Дмитрович        |      | м. Київ                   | Ленінградський                    | 8        | 07.04.1996          | 12.05.1998         |
| Коваленко Анатолій Андрійович         |      | м. Київ                   | Печерський                        | 11       | 24.12.1995          | 12.05.1998         |
| Славов Микола Антонович               |      | м. Київ                   | Подільський                       | 13       | 10.12.1995          | 12.05.1998         |
| Оробець Юрій Миколайович              |      | м. Київ                   | Промисловий                       | 15       | 20.11.1994          | 12.05.1998         |
| Горбатюк Мирослав Пилипович           |      | м. Київ                   | Радянський                        | 16       | 11.05.1994          | 12.05.1998         |
| Лановий Володимир Тимофійович         |      | м. Київ                   | Русанівський                      | 17       | 11.05.1994          | 12.05.1998         |
| Заєць Іван Олександрович              |      | м. Київ                   | Святошинський                     | 18       | 11.05.1994          | 12.05.1998         |
| Головатий Сергій Петрович             |      | м. Київ                   | Сирецький                         | 19       | 11.05.1994          | 04.07.1996         |
| Костенко Юрій Іванович                |      | м. Київ                   | Червоноармійський                 | 23       | 11.05.1994          | 05.12.1996         |
| Жумикін Альберт Петрович              |      | Автономна Республіка Крим | Залізничний                       | 24       | 20.11.1994          | 12.05.1998         |
| Миримський Лев Юлійович               |      | Автономна Республіка Крим | Київський                         | 25       | 20.11.1994          | 12.05.1998         |
| Мірошниченко Юрій Олексійович         |      | Автономна Республіка Крим | Ростовський                       | 26       | 07.08.1994          | 12.05.1998         |
| Павленко Едуард Іванович              |      | Автономна Республіка Крим | Центральний                       | 27       | 07.08.1994          | 12.05.1998         |
| Карпачова Ніна Іванівна               |      | Автономна Республіка Крим | Алуштинський                      | 28       | 11.05.1994          | 14.04.1998         |
| Пилипенко Микола Васильович           |      | Автономна Республіка Крим | Джанкойський                      | 29       | 11.05.1994          | 12.05.1998         |
| Раханський Анатолій Варфоломійович    |      | Автономна Республіка Крим | Євпаторійський                    | 30       | 20.11.1994          | 12.05.1998         |
| Франчук Анатолій Романович            |      | Автономна Республіка Крим | Керченський                       | 31       | 10.12.1995          | 12.05.1998         |
| Старовойтова Галина Максимівна        |      | Автономна Республіка Крим | Красноперекопський                | 32       | 11.05.1994          | 12.05.1998         |
| Дроботов Анатолій Іванович            |      | Автономна Республіка Крим | Сакський                          | 33       | 24.12.1995          | 12.05.1998         |
| Дорошевський Михайло Володимирович    |      | Автономна Республіка Крим | Феодосійський                     | 34       | 11.05.1994          | 12.05.1998         |
| Франчук Ігор Анатолійович             |      | Автономна Республіка Крим | Ялтинський                        | 35       | 10.12.1995          | 12.05.1998         |
| Коген Юрій Борисович                  |      | Автономна Республіка Крим | Бахчисарайський                   | 36       | 11.05.1994          | 12.05.1998         |
| Горбатов Валерій Миронович            |      | Автономна Республіка Крим | Білогірський                      | 37       | 11.05.1994          | 12.05.1998         |
| Крандакова Олена Василівна            |      | Автономна Республіка Крим | Кіровський                        | 38       | 11.05.1994          | 12.05.1998         |
| Єгудін Володимир Ілліч                |      | Автономна Республіка Крим | Красногвардійський                | 39       | 11.05.1994          | 12.05.1998         |
| Пшенична Ольга Миколаївна             |      | Автономна Республіка Крим | Ленінський                        | 40       | 11.05.1994          | 12.05.1998         |
| Шаров Ігор Федорович                  |      | Автономна Республіка Крим | Роздольненський                   | 41       | 24.12.1995          | 12.05.1998         |
| Штепа (Піменова) Наталія Петрівна     |      | Автономна Республіка Крим | Сімферопольський                  | 42       | 11.05.1994          | 12.05.1998         |
| Бобриньов Олександр Васильович        |      | м. Севастополь            | Балаклавський                     | 43       | 11.05.1994          | 12.05.1998         |
| Шеренін Юрій Леонідович               |      | м. Севастополь            | Гагарінський                      | 44       | 11.05.1994          | 12.05.1998         |
| Юрковський Анатолій Вільгельмович     |      | м. Севастополь            | Ленінський                        | 45       | 21.04.1996          | 12.05.1998         |
| Зачосов Вадим Олександрович           |      | м. Севастополь            | Нахімовський                      | 46       | 07.04.1996          | 12.05.1998         |
| Марковська Ніна Степанівна            |      | Вінницька обл.            | Замостянський                     | 47       | 07.08.1994          | 12.05.1998         |
| Квятковський Ігор Васильович          |      | Вінницька обл.            | Староміський                      | 49       | 11.05.1994          | 12.05.1998         |
| Юхимчук Анатолій Петрович             |      | Вінницька обл.            | Жмеринський                       | 50       | 24.07.1994          | 12.05.1998         |
| Парасунько Михайло Васильович         |      | Вінницька обл.            | Могилів-Подільський               | 51       | 11.05.1994          | 12.05.1998         |
| Бряузов Володимир Павлович            |      | Вінницька обл.            | Хмільницький                      | 52       | 11.05.1994          | 12.05.1998         |
| Яровенко Володимир Сергійович         |      | Вінницька обл.            | Барський                          | 53       | 11.05.1994          | 12.05.1998         |
| Кавун Василь Михайлович               |      | Вінницька обл.            | Бершадський                       | 54       | 07.08.1994          | 12.05.1998         |
| Кондратюк Анатолій Олексійович        |      | Вінницька обл.            | Вінницький                        | 55       | 07.08.1994          | 12.05.1998         |
| Лантух Василь Іванович                |      | Вінницька обл.            | Гайсинський                       | 56       | 11.05.1994          | 12.05.1998         |
| Недвига Григорій Миколайович          |      | Вінницька обл.            | Козятинський                      | 57       | 11.05.1994          | 12.05.1998         |
| Стретович Володимир Миколайович       |      | Вінницька обл.            | Немирівський                      | 58       | 11.05.1994          | 12.05.1998         |
| Буткевич Володимир Григорович         |      | Вінницька обл.            | Погребищенський                   | 59       | 11.05.1994          | 12.05.1998         |
| Ямковий Іван Олексійович              |      | Вінницька обл.            | Тростянецький                     | 60       | 24.07.1994          | 12.05.1998         |
| Смірнов Євген Леонідович              |      | Вінницька обл.            | Тульчинський                      | 61       | 11.05.1994          | 12.05.1998         |
| Стоян Олександр Миколайович           |      | Вінницька обл.            | Шаргородський                     | 62       | 11.05.1994          | 12.05.1998         |
| Піскуновський Костянтин Володимирович |      | Вінницька обл.            | Ямпільський                       | 63       | 11.05.1994          | 12.05.1998         |
| Жулинський Микола Григорович          |      | Волинська обл.            | Луцький                           | 64       | 11.05.1994          | 12.05.1998         |
| Скіпальський Олександр Олександрович  |      | Волинська обл.            | Володимир-Волинський              | 66       | 11.05.1994          | 12.05.1998         |
| Мостиський Андрій Богданович          |      | Волинська обл.            | Ковельський                       | 67       | 11.05.1994          | 12.05.1998         |
| Лук'яненко Левко Григорович           |      | Волинська обл.            | Нововолинський                    | 68       | 20.11.1994          | 12.05.1998         |
| Ващук Катерина Тимофіївна             |      | Волинська обл.            | Горохівський                      | 69       | 11.05.1994          | 12.05.1998         |
| Бутейко Антон Денисович               |      | Волинська обл.            | Камінь-Каширський                 | 70       | 11.05.1994          | 16.01.1997         |
| Чапюк Ростислав Степанович            |      | Волинська обл.            | Ківерцівський                     | 71       | 07.08.1994          | 12.05.1998         |
| Корнелюк Василь Миронович             |      | Волинська обл.            | Старовижівський                   | 72       | 11.05.1994          | 07.10.1995         |
| Германчук Петро Кузьмович             |      | Волинська обл.            | Старовижівський                   | 72       | 04.02.1996          | 12.05.1998         |
| Овчаренко Петро Павлович              |      | Дніпропетровська обл.     | Амур-Нижньодніпровський           | 73       | 24.07.1994          | 12.05.1998         |
| Тютін Вячеслав Олександрович          |      | Дніпропетровська обл.     | Бабушкінський                     | 74       | 24.07.1994          | 12.05.1998         |
| Рябченко Олександр Володимирович      |      | Дніпропетровська обл.     | Вузівський                        | 75       | 11.05.1994          | 12.05.1998         |
| Михайленко Сергій Михайлович          |      | Дніпропетровська обл.     | Жовтневий                         | 76       | 11.05.1994          | 12.05.1998         |
| Костюченко Леонід Михайлович          |      | Дніпропетровська обл.     | Індустріальний                    | 77       | 11.05.1994          | 12.05.1998         |
| Меркушов Віктор Тимофійович           |      | Дніпропетровська обл.     | Кіровський                        | 78       | 11.05.1994          | 12.05.1998         |
| Литвин Вадим Валентинович             |      | Дніпропетровська обл.     | Красногвардійський                | 79       | 20.11.1994          | 12.05.1998         |
| Савченко Віктор Григорович            |      | Дніпропетровська обл.     | Ленінський                        | 80       | 07.08.1994          | 12.05.1998         |
| Чукмасов Сергій Олександрович         |      | Дніпропетровська обл.     | Петровський                       | 81       | 11.05.1994          | 12.05.1998         |
| Шибко Віталій Якович                  |      | Дніпропетровська обл.     | Самарський                        | 82       | 11.05.1994          | 12.05.1998         |
| Байрак Микола Володимирович           |      | Дніпропетровська обл.     | Баглійський                       | 83       | 07.08.1994          | 12.05.1998         |
| Гаманюк Леонід Юхимович               |      | Дніпропетровська обл.     | Дніпровський                      | 84       | 11.05.1994          | 12.05.1998         |
| Коропенко Антон Антонович             |      | Дніпропетровська обл.     | Заводський                        | 85       | 11.05.1994          | 12.05.1998         |
| Селіфонтьєв Сергій Іванович           |      | Дніпропетровська обл.     | Гірницький                        | 86       | 07.08.1994          | 12.05.1998         |
| Степанюк Дмитро Петрович              |      | Дніпропетровська обл.     | Дзержинський                      | 87       | 11.05.1994          | 12.05.1998         |
| Кочерга Віктор Пилипович              |      | Дніпропетровська обл.     | Довгинцівський                    | 88       | 11.05.1994          | 12.05.1998         |
| Мельник Володимир Сергійович          |      | Дніпропетровська обл.     | Інгулецький                       | 89       | 11.05.1994          | 12.05.1998         |
| Гуров Вадим Миколайович               |      | Дніпропетровська обл.     | Кривбасівський                    | 90       | 11.05.1994          | 12.05.1998         |
| Бородіч Леонід Васильович             |      | Дніпропетровська обл.     | Тернівський                       | 91       | 11.05.1994          | 12.05.1998         |
| Гладуш Віктор Дмитрович               |      | Дніпропетровська обл.     | Центрально-Міський                | 92       | 24.07.1994          | 12.05.1998         |
| Жир Олександр Олександрович           |      | Дніпропетровська обл.     | Марганецький                      | 93       | 07.08.1994          | 12.05.1998         |
| Лященко Костянтин Дмитрович           |      | Дніпропетровська обл.     | Нікопольський міський             | 94       | 11.05.1994          | 12.05.1998         |
| Худомака Віктор Петрович              |      | Дніпропетровська обл.     | Новомосковський міський           | 95       | 31.07.1994          | 12.05.1998         |
| Кириленко Іван Григорович             |      | Дніпропетровська обл.     | Павлоградський міський            | 96       | 10.12.1995          | 12.05.1998         |
| Бабич Валерій Георгійович             |      | Дніпропетровська обл.     | Західно-Донбаський                | 97       | 11.05.1994          | 12.05.1998         |
| Магда Іван Іванович                   |      | Дніпропетровська обл.     | Апостолівський                    | 98       | 24.07.1994          | 12.05.1998         |
| Чулаков Євген Родіонович              |      | Дніпропетровська обл.     | Васильківський                    | 99       | 11.05.1994          | 12.05.1998         |
| Омеліч Віктор Семенович               |      | Дніпропетровська обл.     | Верхньодніпровський               | 100      | 11.05.1994          | 12.05.1998         |
| Тихонов Юрій Тимофійович              |      | Дніпропетровська обл.     | Нікопольський сільський           | 101      | 11.05.1994          | 12.05.1998         |
| Садько Володимир Григорович           |      | Дніпропетровська обл.     | Новомосковський сільський         | 102      | 11.05.1994          | 12.05.1998         |
| Харламов Віктор Георгійович           |      | Дніпропетровська обл.     | Петропавлівський                  | 103      | 11.05.1994          | 12.05.1998         |
| Москаленко Анатолій Іванович          |      | Дніпропетровська обл.     | П'ятихатський                     | 104      | 31.07.1994          | 12.05.1998         |
| Лазаренко Павло Іванович              |      | Дніпропетровська обл.     | Солонянський                      | 105      | 24.07.1994          | 12.05.1998         |
| Гарькавий Віталій Іванович            |      | Дніпропетровська обл.     | Царичанський                      | 106      | 11.05.1994          | 12.05.1998         |
| Щербань Володимир Петрович            |      | Донецька обл.             | Будьоннівський                    | 107      | 11.05.1994          | 12.05.1998         |
| Кіяшко Сергій Миколайович             |      | Донецька обл.             | Ворошиловський                    | 108      | 11.05.1994          | 12.05.1998         |
| Васильєв Геннадій Андрійович          |      | Донецька обл.             | Калінінський                      | 109      | 24.07.1994          | 12.05.1998         |
| Звягільський Юхим Леонідович          |      | Донецька обл.             | Київський                         | 110      | 11.05.1994          | 12.05.1998         |
| Писаренко Анатолій Аркадійович        |      | Донецька обл.             | Кіровський                        | 111      | 11.05.1994          | 12.05.1998         |
| Болдирєв Юрій Олександрович           |      | Донецька обл.             | Кіровсько-Шахтарський             | 112      | 11.05.1994          | 12.05.1998         |
| Кожевников Борис Михайлович           |      | Донецька обл.             | Куйбишевський                     | 113      | 11.05.1994          | 12.05.1998         |
| Ландик Валентин Іванович              |      | Донецька обл.             | Ленінський                        | 114      | 11.05.1994          | 12.05.1998         |
| Азаров Микола Янович                  |      | Донецька обл.             | Петровський                       | 115      | 11.05.1994          | 12.05.1998         |
| Ампілогов Володимир Федорович         |      | Донецька обл.             | Пролетарський                     | 116      | 11.05.1994          | 12.05.1998         |
| Черепков Володимир Федорович          |      | Донецька обл.             | Артемівський міський              | 117      | 11.05.1994          | 12.05.1998         |
| Красняков Євген Васильович            |      | Донецька обл.             | Горлівський-Калінінський          | 118      | 11.05.1994          | 12.05.1998         |
| Сікалов Валерій Іванович              |      | Донецька обл.             | Горлівський-Микитівський          | 119      | 11.05.1994          | 12.05.1998         |
| Вишнєвецький Георгій Васильович       |      | Донецька обл.             | Горлівський-Центральний           | 120      | 11.05.1994          | 12.05.1998         |
| Самофалов Геннадій Григорович         |      | Донецька обл.             | Дзержинський                      | 121      | 11.05.1994          | 12.05.1998         |
| Кочерга Віктор Герасимович            |      | Донецька обл.             | Добропільський                    | 122      | 11.05.1994          | 12.05.1998         |
| Охріменко Костянтин Олександрович     |      | Донецька обл.             | Дружківський                      | 123      | 11.05.1994          | 12.05.1998         |
| Яковенко Олександр Миколайович        |      | Донецька обл.             | Єнакіївський                      | 124      | 11.05.1994          | 12.05.1998         |
| Чечетов Михайло Васильович            |      | Донецька обл.             | Юнокомунарівський                 | 125      | 11.05.1994          | 12.05.1998         |
| Пасечна Людмила Яківна                |      | Донецька обл.             | Костянтинівський                  | 126      | 11.05.1994          | 12.05.1998         |
| Кузнєцов Павло Сергійович             |      | Донецька обл.             | Краматорський                     | 127      | 11.05.1994          | 12.05.1998         |
| Шеховцов Олексій Дмитрович            |      | Донецька обл.             | Новокраматорський                 | 128      | 11.05.1994          | 12.05.1998         |
| Заварзін Микола Володимирович         |      | Донецька обл.             | Красноармійський міський          | 129      | 11.05.1994          | 24.03.1997         |
| Хунов Анатолій Ісмаїлович             |      | Донецька обл.             | Краснолиманський                  | 130      | 11.05.1994          | 12.05.1998         |
| Моісеєнко Володимир Миколайович       |      | Донецька обл.             | Макіївський-Гірницький            | 131      | 11.05.1994          | 12.05.1998         |
| Татаринов Анатолій Арефійович         |      | Донецька обл.             | Макіївський-Совєтський            | 132      | 11.05.1994          | 12.05.1998         |
| Шевченко Віктор Іванович              |      | Донецька обл.             | Макіївський-Центральний           | 133      | 24.07.1994          | 12.05.1998         |
| Пудрик Валерій Юрійович               |      | Донецька обл.             | Макіївський-Червоногвардійський   | 134      | 11.05.1994          | 12.05.1998         |
| Поживанов Михайло Олександрович       |      | Донецька обл.             | Маріупольський-Жовтневий          | 135      | 11.05.1994          | 12.05.1998         |
| Мірошниченко Людвіг Миколайович       |      | Донецька обл.             | Маріупольський-Іллічівський       | 136      | 11.05.1994          | 12.05.1998         |
| Шестаков Віктор Петрович              |      | Донецька обл.             | Маріупольський-Орджонікідзевський | 137      | 11.05.1994          | 12.05.1998         |
| Терещук Василь Васильович             |      | Донецька обл.             | Маріупольський-Приморський        | 138      | 11.05.1994          | 12.05.1998         |
| Янко Станіслав Васильович             |      | Донецька обл.             | Селидівський                      | 139      | 24.07.1994          | 12.05.1998         |
| Хмельовий Анатолій Петрович           |      | Донецька обл.             | Слов'янський міський              | 140      | 11.05.1994          | 12.05.1998         |
| Камінський Леонід Олексійович         |      | Донецька обл.             | Сніжнянський                      | 141      | 11.05.1994          | 12.05.1998         |
| Сургай Микола Сафонович               |      | Донецька обл.             | Торезький                         | 142      | 11.05.1994          | 12.05.1998         |
| Пейгалайнен Анатолій Володимирович    |      | Донецька обл.             | Харцизький                        | 143      | 11.05.1994          | 12.05.1998         |
| Шамарин Олександр Миколайович         |      | Донецька обл.             | Шахтарський                       | 144      | 11.05.1994          | 12.05.1998         |
| Кожушко Олександр Михайлович          |      | Донецька обл.             | Ясинуватський                     | 145      | 11.05.1994          | 12.05.1998         |
| Моцпан Анатолій Федорович             |      | Донецька обл.             | Амвросіївський                    | 146      | 11.05.1994          | 12.05.1998         |
| Панасовський Олег Григорович          |      | Донецька обл.             | Артемівський                      | 147      | 11.05.1994          | 12.05.1998         |
| Щербань Євген Олександрович           |      | Донецька обл.             | Волноваський                      | 148      | 11.05.1994          | 03.11.1996         |
| Іванов Валерій Геннадійович           |      | Донецька обл.             | Волноваський                      | 148      | 16.03.1997          | 12.05.1998         |
| Дондик Микола Іванович                |      | Донецька обл.             | Володарський                      | 149      | 11.05.1994          | 12.05.1998         |
| Симоненко Петро Миколайович           |      | Донецька обл.             | Красноармійський                  | 150      | 11.05.1994          | 12.05.1998         |
| Олексєєнко Володимир Кирилович        |      | Донецька обл.             | Мар'їнський                       | 151      | 11.05.1994          | 12.05.1998         |
| Недригайло Валентин Михайлович        |      | Донецька обл.             | Новоазовський                     | 152      | 24.07.1994          | 12.05.1998         |
| Петренко Анатолій Андрійович          |      | Донецька обл.             | Слов'янський                      | 153      | 11.05.1994          | 12.05.1998         |
| Мозер Георгій Едуардович              |      | Житомирська обл.          | Богунський                        | 154      | 11.05.1994          | 12.05.1998         |
| Чикал Адам Васильович                 |      | Житомирська обл.          | Бердичівський                     | 156      | 11.05.1994          | 12.05.1998         |
| Яценко Володимир Михайлович           |      | Житомирська обл.          | Коростенський                     | 157      | 11.05.1994          | 12.05.1998         |
| Горбатюк Микола Дмитрович             |      | Житомирська обл.          | Новоград-Волинський               | 158      | 11.05.1994          | 12.05.1998         |
| Семенюк Валентина Петрівна            |      | Житомирська обл.          | Андрушівський                     | 159      | 11.05.1994          | 12.05.1998         |
| Мосійчук Сергій Олександрович         |      | Житомирська обл.          | Баранівський                      | 160      | 11.05.1994          | 12.05.1998         |
| Мельник Сергій Іванович               |      | Житомирська обл.          | Житомирський сільський            | 161      | 24.07.1994          | 12.05.1998         |
| Сидоренко Григорій Васильович         |      | Житомирська обл.          | Коростишівський                   | 162      | 11.05.1994          | 12.05.1998         |
| Рудченко Микола Миколайович           |      | Житомирська обл.          | Малинський                        | 163      | 11.05.1994          | 12.05.1998         |
| Кальник Віктор Мартинович             |      | Житомирська обл.          | Овруцький                         | 164      | 11.05.1994          | 12.05.1998         |
| Спіженко Юрій Прокопович              |      | Житомирська обл.          | Олевський                         | 165      | 11.05.1994          | 12.05.1998         |
| Коструба Іван Федорович               |      | Житомирська обл.          | Чуднівський                       | 166      | 24.07.1994          | 12.05.1998         |
| Слободянюк Сергій Миколайович         |      | Закарпатська обл.         | Ужгородський міський              | 167      | 24.12.1995          | 12.05.1998         |
| Улинець Василь Георгійович            |      | Закарпатська обл.         | Мукачівський                      | 168      | 11.05.1994          | 12.05.1998         |
| Товт Михайло Михайлович               |      | Закарпатська обл.         | Берегівський                      | 169      | 11.05.1994          | 05.02.1998         |
| Чейпеш Сергій Іванович                |      | Закарпатська обл.         | Виноградівський                   | 170      | 11.05.1994          | 12.05.1998         |
| Устич Сергій Іванович                 |      | Закарпатська обл.         | Іршавський                        | 171      | 11.05.1994          | 03.09.1996         |
| Медведчук Віктор Володимирович        |      | Закарпатська обл.         | Іршавський                        | 171      | 25.04.1997          | 12.05.1998         |
| Климпуш Орест Дмитрович               |      | Закарпатська обл.         | Рахівський                        | 172      | 11.05.1994          | 12.05.1998         |
| Рябець Михайло Михайлович             |      | Закарпатська обл.         | Свалявський                       | 173      | 07.08.1994          | 12.02.1998         |
| Коршинський Іван Юрійович             |      | Закарпатська обл.         | Тячівський                        | 174      | 11.05.1994          | 12.05.1998         |
| Данча Михайло Дмитрович               |      | Закарпатська обл.         | Ужгородський сільський            | 175      | 11.05.1994          | 12.05.1998         |
| Грабар Микола Федорович               |      | Закарпатська обл.         | Хустський                         | 176      | 07.08.1994          | 12.05.1998         |
| Сизенко Юрій Павлович                 |      | Запорізька обл.           | Жовтневий                         | 177      | 11.05.1994          | 12.05.1998         |
| Анісімов Леонід Олександрович         |      | Запорізька обл.           | Заводський                        | 178      | 11.05.1994          | 12.05.1998         |
| Кузьменко Сергій Леонідович           |      | Запорізька обл.           | Комунарський                      | 179      | 11.05.1994          | 12.05.1998         |
| Таран Микола Васильович               |      | Запорізька обл.           | Леваневський                      | 180      | 11.05.1994          | 12.05.1998         |
| Кужель Олександра Володимирівна       |      | Запорізька обл.           | Ленінський                        | 181      | 11.05.1994          | 12.05.1998         |
| Понеділко Віктор Іванович             |      | Запорізька обл.           | Орджонікідзевський                | 182      | 11.05.1994          | 12.05.1998         |
| Соболєв Сергій Владиславович          |      | Запорізька обл.           | Хортицький                        | 183      | 11.05.1994          | 12.05.1998         |
| Судницин Федір Семенович              |      | Запорізька обл.           | Шевченківський                    | 184      | 11.05.1994          | 12.05.1998         |
| Тодоров Євген Семенович               |      | Запорізька обл.           | Бердянський міський               | 185      | 11.05.1994          | 12.05.1998         |
| Угаров Геннадій Юрійович              |      | Запорізька обл.           | Мелітопольський міський           | 186      | 11.05.1994          | 12.05.1998         |
| Терець Валерій Миколайович            |      | Запорізька обл.           | Токмацький                        | 187      | 31.07.1994          | 12.05.1998         |
| Голубченко Анатолій Костянтинович     |      | Запорізька обл.           | Бердянський                       | 188      | 11.05.1994          | 12.05.1998         |
| Бєльський Вячеслав Іванович           |      | Запорізька обл.           | Василівський                      | 189      | 11.05.1994          | 12.05.1998         |
| Олійник Борис Ілліч                   |      | Запорізька обл.           | Запорізький                       | 190      | 11.05.1994          | 12.05.1998         |
| Луньов Григорій Олексійович           |      | Запорізька обл.           | Кам'янсько-Дніпровський           | 191      | 11.05.1994          | 12.05.1998         |
| Ткаченко Степан Кузьмич               |      | Запорізька обл.           | Мелітопольський                   | 192      | 11.05.1994          | 12.05.1998         |
| Єрмак Анатолій Васильович             |      | Запорізька обл.           | Пологівський                      | 193      | 11.05.1994          | 12.05.1998         |
| Брит Віктор Петрович                  |      | Запорізька обл.           | Приазовський                      | 194      | 11.05.1994          | 12.05.1998         |
| Костицький Василь Васильович          |      | Івано-Франківська обл.    | Залізничний                       | 195      | 11.05.1994          | 12.05.1998         |
| Пилипчук Володимир Мефодійович        |      | Івано-Франківська обл.    | Центральний                       | 196      | 11.05.1994          | 12.05.1998         |
| Мулява Володимир Савелійович          |      | Івано-Франківська обл.    | Калуський                         | 197      | 11.05.1994          | 12.05.1998         |
| Мовчан Павло Михайлович               |      | Івано-Франківська обл.    | Коломийський                      | 198      | 11.05.1994          | 12.05.1998         |
| Волковецький Степан Васильович        |      | Івано-Франківська обл.    | Долинський                        | 199      | 11.05.1994          | 12.05.1998         |
| Шпек Роман Васильович                 |      | Івано-Франківська обл.    | Косівський                        | 200      | 11.05.1994          | 24.04.1997         |
| Костицький Михайло Васильович         |      | Івано-Франківська обл.    | Надвірнянський                    | 201      | 11.05.1994          | 18.10.1996         |
| Стецько Ярослава Йосипівна            |      | Івано-Франківська обл.    | Надвірнянський                    | 201      | 02.03.1997          | 12.05.1998         |
| Круцик Роман Миколайович              |      | Івано-Франківська обл.    | Рогатинський                      | 202      | 11.05.1994          | 12.05.1998         |
| Кожин Борис Борисович                 |      | Івано-Франківська обл.    | Рожнятівський                     | 203      | 11.05.1994          | 12.05.1998         |
| Григорович Лілія Степанівна           |      | Івано-Франківська обл.    | Снятинський                       | 204      | 11.05.1994          | 12.05.1998         |
| Пронюк Євген Васильович               |      | Івано-Франківська обл.    | Тисменицький                      | 205      | 11.05.1994          | 12.05.1998         |
| Осадчук Петро Ілліч                   |      | Івано-Франківська обл.    | Тлумацький                        | 206      | 11.05.1994          | 12.05.1998         |
| Заборний Михайло Васильович           |      | Київська обл.             | Бориспільський                    | 208      | 15.09.1994          | 25.01.1996         |
| Бакай Ігор Михайлович                 |      | Київська обл.             | Бориспільський                    | 208      | 15.05.1996          | 12.05.1998         |
| Новіков Олександр Васильович          |      | Київська обл.             | Броварський                       | 209      | 11.05.1994          | 12.05.1998         |
| Засуха Анатолій Андрійович            |      | Київська обл.             | Васильківський                    | 210      | 11.05.1994          | 10.07.1997         |
| Буряк Сергій Васильович               |      | Київська обл.             | Ірпінський                        | 211      | 24.12.1995          | 12.05.1998         |
| Загородній Григорій Дмитрович         |      | Київська обл.             | Переяслав-Хмельницький            | 212      | 31.07.1994          | 12.05.1998         |
| Шевченко Віталій Федорович            |      | Київська обл.             | Фастівський                       | 213      | 11.05.1994          | 12.05.1998         |
| Нідзієв Олександр Іванович            |      | Київська обл.             | Баришівський                      | 214      | 11.05.1994          | 12.05.1998         |
| Кравчук Володимир Іванович            |      | Київська обл.             | Білоцерківський                   | 215      | 11.05.1994          | 12.05.1998         |
| Бардин Ярослав Богданович             |      | Київська обл.             | Вишгородський                     | 216      | 07.07.1994          | 12.05.1998         |
| Лінчак Михайло Степанович             |      | Київська обл.             | Володарський                      | 217      | 11.05.1994          | 12.05.1998         |
| Кірімов Іван Захарович                |      | Київська обл.             | Іванківський                      | 218      | 11.05.1994          | 12.05.1998         |
| Жовтяк Євген Дмитрович                |      | Київська обл.             | Києво-Святошинський               | 219      | 11.05.1994          | 12.05.1998         |
| Безсмертний Роман Петрович            |      | Київська обл.             | Макарівський                      | 220      | 11.05.1994          | 12.05.1998         |
| Даниленко Анатолій Степанович         |      | Київська обл.             | Миронівський                      | 221      | 11.05.1994          | 12.05.1998         |
| Кулінич Володимир Вікторович          |      | Київська обл.             | Обухівський                       | 222      | 11.05.1994          | 12.05.1998         |
| Мороз Олександр Олександрович         |      | Київська обл.             | Таращанський                      | 223      | 11.05.1994          | 12.05.1998         |
| Альошин Валерій Борисович             |      | Кіровоградська обл.       | Індустріальний                    | 224      | 11.05.1994          | 12.05.1998         |
| Мішура Валерій Дмитрович              |      | Кіровоградська обл.       | Центральний                       | 225      | 11.05.1994          | 12.05.1998         |
| Шаланський Анатолій Миколайович       |      | Кіровоградська обл.       | Знам'янський                      | 226      | 11.05.1994          | 12.05.1998         |
| Чеботарьов Валентин Павлович          |      | Кіровоградська обл.       | Олександрійський міський          | 227      | 07.08.1994          | 12.05.1998         |
| Яворівський Володимир Олександрович   |      | Кіровоградська обл.       | Світловодський                    | 228      | 11.05.1994          | 12.05.1998         |
| Дурдинець Василь Васильович           |      | Кіровоградська обл.       | Бобринецький                      | 229      | 11.05.1994          | 03.09.1996         |
| Тимошенко Юлія Володимирівна          |      | Кіровоградська обл.       | Бобринецький                      | 229      | 16.01.1997          | 12.05.1998         |
| Петренко Микола Іванович              |      | Кіровоградська обл.       | Гайворонський                     | 230      | 07.08.1994          | 12.05.1998         |
| Сас Сергій Володимирович              |      | Кіровоградська обл.       | Маловисківський                   | 231      | 11.05.1994          | 12.05.1998         |
| Завалевська Валентина Олександрівна   |      | Кіровоградська обл.       | Новоархангельський                | 232      | 07.08.1994          | 12.05.1998         |
| Целих Юрій Георгійович                |      | Кіровоградська обл.       | Новоукраїнський                   | 233      | 11.05.1994          | 12.05.1998         |
| Мармазов Євген Васильович             |      | Кіровоградська обл.       | Олександрійський                  | 234      | 11.05.1994          | 12.05.1998         |
| Ягоферов Анатолій Миколайович         |      | Луганська обл.            | Артемівський                      | 235      | 11.05.1994          | 12.05.1998         |
| Степанов Петро Степанович             |      | Луганська обл.            | Ватутінський                      | 236      | 11.05.1994          | 12.05.1998         |
| Ілюшин Володимир Олексійович          |      | Луганська обл.            | Жовтневий                         | 237      | 11.05.1994          | 12.05.1998         |
| Борзих Олександр Іванович             |      | Луганська обл.            | Кам'янобрідський                  | 238      | 11.05.1994          | 12.05.1998         |
| Коломойцев Валерій Едуардович         |      | Луганська обл.            | Ленінський                        | 239      | 11.05.1994          | 12.05.1998         |
| Гмиря Сергій Петрович                 |      | Луганська обл.            | Алчевський                        | 240      | 11.05.1994          | 12.05.1998         |
| Єськов Валентин Андрійович            |      | Луганська обл.            | Антрацитівський                   | 241      | 11.05.1994          | 12.05.1998         |
| Сінченко Сергій Григорович            |      | Луганська обл.            | Брянківський                      | 242      | 11.05.1994          | 12.05.1998         |
| Левченко Анатолій Іванович            |      | Луганська обл.            | Краснодонський                    | 243      | 11.05.1994          | 12.05.1998         |
| Дмитренко Олексій Іванович            |      | Луганська обл.            | Краснолуцький                     | 244      | 11.05.1994          | 12.05.1998         |
| Анненков Єгор Іванович                |      | Луганська обл.            | Лисичанський                      | 245      | 11.05.1994          | 12.05.1998         |
| Кризський Юрій Олексійович            |      | Луганська обл.            | Первомайський                     | 246      | 11.05.1994          | 12.05.1998         |
| Кочерга Володимир Семенович           |      | Луганська обл.            | Ровеньківський                    | 247      | 11.05.1994          | 12.05.1998         |
| Іоффе Юлій Якович                     |      | Луганська обл.            | Рубіжанський                      | 248      | 24.07.1994          | 12.05.1998         |
| Цибенко Петро Степанович              |      | Луганська обл.            | Свердловський                     | 249      | 11.05.1994          | 12.05.1998         |
| Динейкін Григорій Іванович            |      | Луганська обл.            | Сєверодонецький                   | 250      | 11.05.1994          | 12.05.1998         |
| Чурута Михайло Іванович               |      | Луганська обл.            | Стахановський                     | 251      | 11.05.1994          | 12.05.1998         |
| Бондаренко Віктор Степанович          |      | Луганська обл.            | Антрацитівський сільський         | 252      | 11.05.1994          | 12.05.1998         |
| Черенков Олександр Павлович           |      | Луганська обл.            | Біловодський                      | 253      | 11.05.1994          | 12.05.1998         |
| Аксененко Сергій Іванович             |      | Луганська обл.            | Лутугинський                      | 254      | 11.05.1994          | 12.05.1998         |
| Петренко Дмитро Дмитрович             |      | Луганська обл.            | Перевальський                     | 255      | 11.05.1994          | 12.05.1998         |
| Стешенко Олександр Миколайович        |      | Луганська обл.            | Сватівський                       | 256      | 11.05.1994          | 12.05.1998         |
| Степанов Михайло Володимирович        |      | Луганська обл.            | Слов'яносербський                 | 257      | 11.05.1994          | 12.05.1998         |
| Уланов Валентин Миколайович           |      | Луганська обл.            | Станично-Луганський               | 258      | 11.05.1994          | 12.05.1998         |
| Донченко Юрій Григорович              |      | Луганська обл.            | Старобільський                    | 259      | 11.05.1994          | 12.05.1998         |
| Ємець Олександр Іванович              |      | Львівська обл.            | Галицький                         | 260      | 24.07.1994          | 12.05.1998         |
| Хмара Степан Ілліч                    |      | Львівська обл.            | Залізничний                       | 261      | 11.05.1994          | 12.05.1998         |
| Юхновський Ігор Рафаїлович            |      | Львівська обл.            | Личаківський                      | 263      | 11.05.1994          | 12.05.1998         |
| Пинзеник Віктор Михайлович            |      | Львівська обл.            | Південний                         | 264      | 11.05.1994          | 12.05.1998         |
| Чемерис Володимир Володимирович       |      | Львівська обл.            | Франківський                      | 265      | 11.05.1994          | 12.05.1998         |
| Шандрюк Олександр Іванович            |      | Львівська обл.            | Шевченківський                    | 266      | 11.05.1994          | 12.05.1998         |
| Танюк Леонід (Лесь) Степанович        |      | Львівська обл.            | Дрогобицький міський              | 267      | 11.05.1994          | 12.05.1998         |
| Процев'ят Тарас Іванович              |      | Львівська обл.            | Самбірський                       | 268      | 11.05.1994          | 12.05.1998         |
| Осташ Ігор Іванович                   |      | Львівська обл.            | Стрийський                        | 269      | 11.05.1994          | 12.05.1998         |
| Жеребецький Євген Петрович            |      | Львівська обл.            | Червоноградський                  | 270      | 11.05.1994          | 12.05.1998         |
| Чобіт Дмитро Васильович               |      | Львівська обл.            | Бродівський                       | 271      | 11.05.1994          | 12.05.1998         |
| Коліушко Ігор Борисович               |      | Львівська обл.            | Буський                           | 272      | 11.05.1994          | 12.05.1998         |
| Стецьків Тарас Степанович             |      | Львівська обл.            | Городоцький                       | 273      | 11.05.1994          | 12.05.1998         |
| Лавринович Олександр Володимирович    |      | Львівська обл.            | Дрогобицький                      | 274      | 11.05.1994          | 12.05.1998         |
| Вітович Олег Васильович               |      | Львівська обл.            | Жидачівський                      | 275      | 11.05.1994          | 12.05.1998         |
| Швидкий Петро Євдокимович             |      | Львівська обл.            | Жовківський                       | 276      | 11.05.1994          | 12.05.1998         |
| Глухівський Лев Йосипович             |      | Львівська обл.            | Золочівський                      | 277      | 11.05.1994          | 12.05.1998         |
| Білас Іван Григорович                 |      | Львівська обл.            | Мостиський                        | 278      | 11.05.1994          | 12.05.1998         |
| Косів Михайло Васильович              |      | Львівська обл.            | Пустомитівський                   | 279      | 11.05.1994          | 12.05.1998         |
| Кендзьор Ярослав Михайлович           |      | Львівська обл.            | Сокальський                       | 280      | 11.05.1994          | 12.05.1998         |
| Дем'ян Григорій Васильович            |      | Львівська обл.            | Турківський                       | 281      | 11.05.1994          | 12.05.1998         |
| Ільясевич Ярослав Михайлович          |      | Львівська обл.            | Яворівський                       | 282      | 11.05.1994          | 12.05.1998         |
| Ємельянов Володимир Михайлович        |      | Миколаївська обл.         | Заводський                        | 283      | 11.05.1994          | 12.05.1998         |
| Майборода Сергій Федотович            |      | Миколаївська обл.         | Корабельний                       | 284      | 24.12.1995          | 12.05.1998         |
| Боженко Олег Віталійович              |      | Миколаївська обл.         | Ленінський                        | 285      | 11.05.1994          | 12.05.1998         |
| Запорожець Юрій Михайлович            |      | Миколаївська обл.         | Миколаївський міський             | 286      | 11.05.1994          | 12.05.1998         |
| Куз'єв Василь Антонович               |      | Миколаївська обл.         | Центральний                       | 287      | 07.04.1996          | 12.05.1998         |
| Платовський Євген Володимирович       |      | Миколаївська обл.         | Вознесенський                     | 288      | 11.05.1994          | 12.05.1998         |
| Агафонов Анатолій Вікторович          |      | Миколаївська обл.         | Первомайський                     | 289      | 31.07.1994          | 12.05.1998         |
| Глух Іван Васильович                  |      | Миколаївська обл.         | Доманівський                      | 290      | 11.05.1994          | 12.05.1998         |
| Паламарчук Валерій Олександрович      |      | Миколаївська обл.         | Миколаївський сільський           | 291      | 11.05.1994          | 12.05.1998         |
| Чивюк Микола Васильович               |      | Миколаївська обл.         | Новобузький                       | 292      | 11.05.1994          | 12.05.1998         |
| Шкрабак Павло Ананійович              |      | Миколаївська обл.         | Снігурівський                     | 293      | 11.05.1994          | 12.05.1998         |
| Гурвіц Едуард Йосипович               |      | Одеська обл.              | Жовтневий                         | 294      | 11.05.1994          | 12.05.1998         |
| Драгомарецький Сергій Дмитрович       |      | Одеська обл.              | Іллічівський                      | 295      | 11.05.1994          | 16.05.1996         |
| Сергієнко Валерій Ігорович            |      | Одеська обл.              | Іллічівський                      | 295      | 19.11.1996          | 12.05.1998         |
| Шишкін Віктор Іванович                |      | Одеська обл.              | Київський                         | 296      | 11.05.1994          | 12.05.1998         |
| Севрюков Володимир Васильович         |      | Одеська обл.              | Малиновський                      | 297      | 07.08.1994          | 12.05.1998         |
| Симоненко Валентин Костянтинович      |      | Одеська обл.              | Північний                         | 298      | 11.05.1994          | 12.05.1998         |
| Кармазін Юрій Анатолійович            |      | Одеська обл.              | Приморський                       | 299      | 11.05.1994          | 12.05.1998         |
| Євдокимов Валерій Олександрович       |      | Одеська обл.              | Таїровський                       | 301      | 11.05.1994          | 12.05.1998         |
| Лобенко Анатолій Олександрович        |      | Одеська обл.              | Чорноморський                     | 303      | 07.08.1994          | 12.05.1998         |
| Гончар Василь Антонович               |      | Одеська обл.              | Білгород-Дністровський            | 304      | 11.05.1994          | 12.05.1998         |
| Крук Юрій Борисович                   |      | Одеська обл.              | Ізмаїльський                      | 305      | 24.07.1994          | 12.05.1998         |
| Мельник Петро Якович                  |      | Одеська обл.              | Котовський                        | 306      | 11.05.1994          | 12.05.1998         |
| Плоткін Вадим Григорович              |      | Одеська обл.              | Морський                          | 307      | 11.05.1994          | 25.03.1996         |
| Попов Дмитро Антонович                |      | Одеська обл.              | Біляївський                       | 308      | 11.05.1994          | 12.05.1998         |
| Немировський Володимир Лукич          |      | Одеська обл.              | Болградський                      | 309      | 11.05.1994          | 12.05.1998         |
| М'ясковський Михайло Михайлович       |      | Одеська обл.              | Великомихайлівський               | 310      | 11.05.1994          | 16.05.1996         |
| Звонарж Андрій Юрійович               |      | Одеська обл.              | Великомихайлівський               | 310      | 18.02.1997          | 12.05.1998         |
| Говорун Володимир Пилипович           |      | Одеська обл.              | Іванівський                       | 311      | 11.05.1994          | 12.05.1998         |
| Боделан Руслан Борисович              |      | Одеська обл.              | Кілійський                        | 312      | 11.05.1994          | 06.02.1997         |
| Тітенко Валерій Григорович            |      | Одеська обл.              | Комінтернівський                  | 313      | 11.05.1994          | 12.05.1998         |
| Сокерчак Вячеслав Михайлович          |      | Одеська обл.              | Савранський                       | 314      | 11.05.1994          | 12.05.1998         |
| Цушко Василь Петрович                 |      | Одеська обл.              | Тарутинський                      | 315      | 11.05.1994          | 12.05.1998         |
| Ричагов Григорій Васильович           |      | Одеська обл.              | Татарбунарський                   | 316      | 11.05.1994          | 12.05.1998         |
| Білоус Вячеслав Олександрович         |      | Полтавська обл.           | Київський                         | 317      | 11.05.1994          | 12.05.1998         |
| Головко Володимир Ілліч               |      | Полтавська обл.           | Ленінський                        | 318      | 11.05.1994          | 12.05.1998         |
| Носов Владислав Васильович            |      | Полтавська обл.           | Октябрський                       | 319      | 11.05.1994          | 12.05.1998         |
| Терьохін Сергій Анатолійович          |      | Полтавська обл.           | Комсомольський                    | 320      | 07.08.1994          | 12.05.1998         |
| Таран (Терен) Віктор Васильович       |      | Полтавська обл.           | Кременчуцький-Автозаводський      | 321      | 11.05.1994          | 12.05.1998         |
| Омельченко Григорій Омелянович        |      | Полтавська обл.           | Кременчуцький-Крюківський         | 322      | 11.05.1994          | 12.05.1998         |
| Карнаух Микола Васильович             |      | Полтавська обл.           | Лубенський                        | 323      | 31.07.1994          | 12.05.1998         |
| Марчук Євген Кирилович                |      | Полтавська обл.           | Миргородський                     | 324      | 10.12.1995          | 12.05.1998         |
| Ковалко Михайло Петрович              |      | Полтавська обл.           | Гадяцький                         | 325      | 11.05.1994          | 12.05.1998         |
| Ківшик Петро Андрійович               |      | Полтавська обл.           | Глобинський                       | 326      | 11.05.1994          | 12.05.1998         |
| Капустян Володимир Нілович            |      | Полтавська обл.           | Карлівський                       | 327      | 11.05.1994          | 12.05.1998         |
| Кулаков Анатолій Андрійович           |      | Полтавська обл.           | Кобеляцький                       | 328      | 31.07.1994          | 12.05.1998         |
| Кириченко Микола Олексійович          |      | Полтавська обл.           | Лохвицький                        | 329      | 11.05.1994          | 12.05.1998         |
| Масенко Олександр Миколайович         |      | Полтавська обл.           | Оржицький                         | 330      | 11.05.1994          | 12.05.1998         |
| Степенко Василь Іванович              |      | Полтавська обл.           | Полтавський                       | 331      | 11.05.1994          | 12.05.1998         |
| Вернигора Леонід Михайлович           |      | Полтавська обл.           | Хорольський                       | 332      | 31.07.1994          | 12.05.1998         |
| Ковтунець Володимир Віталійович       |      | Рівненська обл.           | Вересневий                        | 333      | 11.05.1994          | 12.05.1998         |
| Омельчук Роман Юстинович              |      | Рівненська обл.           | Замковий                          | 334      | 11.05.1994          | 12.05.1998         |
| Червоній Василь Михайлович            |      | Рівненська обл.           | Дубенський                        | 335      | 11.05.1994          | 12.05.1998         |
| Петрук Віктор Іванович                |      | Рівненська обл.           | Володимирецький                   | 336      | 07.08.1994          | 12.05.1998         |
| Ярошинський Богдан Харитонович        |      | Рівненська обл.           | Гощанський                        | 337      | 11.05.1994          | 12.05.1998         |
| Хомич Микола Васильович               |      | Рівненська обл.           | Дубровицький                      | 338      | 11.05.1994          | 12.05.1998         |
| Матковський Олег Богданович           |      | Рівненська обл.           | Здолбунівський                    | 339      | 11.05.1994          | 12.05.1998         |
| Шевченко Володимир Іванович           |      | Рівненська обл.           | Костопільський                    | 340      | 07.08.1994          | 12.05.1998         |
| Поровський Микола Іванович            |      | Рівненська обл.           | Рівненський                       | 341      | 11.05.1994          | 12.05.1998         |
| Бурячинський Олександр Миколайович    |      | Рівненська обл.           | Сарненський                       | 342      | 11.05.1994          | 12.05.1998         |
| Лавриненко Микола Федорович           |      | Сумська обл.              | Глухівський                       | 345      | 11.05.1994          | 12.05.1998         |
| Юрковський Віталій Станіславович      |      | Сумська обл.              | Конотопський                      | 346      | 11.05.1994          | 21.08.1994         |
| Вітренко Наталія Михайлівна           |      | Сумська обл.              | Конотопський                      | 346      | 18.12.1994          | 12.05.1998         |
| Ткаченко Володимир Анатолійович       |      | Сумська обл.              | Охтирський                        | 347      | 11.05.1994          | 12.05.1998         |
| Марченко Володимир Романович          |      | Сумська обл.              | Роменський                        | 348      | 11.05.1994          | 12.05.1998         |
| Сторіжко Володимир Юхимович           |      | Сумська обл.              | Шосткинський                      | 349      | 11.05.1994          | 12.05.1998         |
| Череп Валерій Іванович                |      | Сумська обл.              | Білопільський                     | 350      | 11.05.1994          | 12.05.1998         |
| Радько Василь Іванович                |      | Сумська обл.              | Кролевецький                      | 351      | 11.05.1994          | 12.05.1998         |
| Золотарьов Анатолій Іванович          |      | Сумська обл.              | Лебединський                      | 352      | 11.05.1994          | 03.09.1996         |
| Чернявський Олексій Пилипович         |      | Сумська обл.              | Сумський                          | 353      | 11.05.1994          | 12.05.1998         |
| Бублик Юрій Тимофійович               |      | Сумська обл.              | Тростянецький                     | 354      | 11.05.1994          | 12.05.1998         |
| Грінцов Іван Григорович               |      | Сумська обл.              | Ямпільський                       | 355      | 07.08.1994          | 12.05.1998         |
| Горинь Богдан Миколайович             |      | Тернопільська обл.        | Галицький                         | 356      | 20.11.1994          | 12.05.1998         |
| Чорновіл Вячеслав Максимович          |      | Тернопільська обл.        | Подільський                       | 357      | 11.05.1994          | 12.05.1998         |
| Горохівський Леон Теодорович          |      | Тернопільська обл.        | Бережанський                      | 358      | 11.05.1994          | 12.05.1998         |
| Горбаль Микола Андрійович             |      | Тернопільська обл.        | Борщівський                       | 359      | 11.05.1994          | 12.05.1998         |
| Бойко Богдан Федорович                |      | Тернопільська обл.        | Гусятинський                      | 360      | 11.05.1994          | 06.02.1997         |
| Ратушний Михайло Ярославович          |      | Тернопільська обл.        | Збаразький                        | 361      | 11.05.1994          | 12.05.1998         |
| Зарудний Андрій Антонович             |      | Тернопільська обл.        | Зборівський                       | 362      | 11.05.1994          | 12.05.1998         |
| Ігнатенко Олександр Степанович        |      | Тернопільська обл.        | Кременецький                      | 363      | 07.08.1994          | 12.05.1998         |
| Купер Роман Петрович                  |      | Тернопільська обл.        | Теребовлянський                   | 364      | 12.05.1994          | 30.05.1994         |
| Кравчук Леонід Макарович              |      | Тернопільська обл.        | Теребовлянський                   | 364      | 25.09.1994          | 12.05.1998         |
| Тима Юрій Казимирович                 |      | Тернопільська обл.        | Чортківський                      | 365      | 11.05.1994          | 12.05.1998         |
| Семиноженко Володимир Петрович        |      | Харківська обл.           | Вузівський                        | 366      | 24.07.1994          | 12.05.1998         |
| Кашляков Микола Дмитрович             |      | Харківська обл.           | Жовтневий                         | 368      | 11.05.1994          | 09.04.1996         |
| Алексєєв Володимир Геннадійович       |      | Харківська обл.           | Індустріальний                    | 369      | 11.05.1994          | 12.05.1998         |
| Мухін Володимир Васильович            |      | Харківська обл.           | Київський                         | 370      | 11.05.1994          | 12.05.1998         |
| Дьомін Олег Олексійович               |      | Харківська обл.           | Комінтернівський                  | 371      | 11.05.1994          | 12.05.1998         |
| Таранов Олег Вадимович                |      | Харківська обл.           | Комсомольський                    | 372      | 11.05.1994          | 12.05.1998         |
| Карпов Олександр Миколайович          |      | Харківська обл.           | Ленінський                        | 373      | 11.05.1994          | 12.05.1998         |
| Пєхота Володимир Юлійович             |      | Харківська обл.           | Московський                       | 374      | 20.11.1994          | 12.05.1998         |
| Гармаш Леонід Іванович                |      | Харківська обл.           | Орджонікідзевський                | 375      | 11.05.1994          | 12.05.1998         |
| Мусіяка Віктор Лаврентійович          |      | Харківська обл.           | Фрунзенський                      | 378      | 11.05.1994          | 12.05.1998         |
| Чорноусенко Олег Іванович             |      | Харківська обл.           | Червонозаводський                 | 379      | 11.05.1994          | 12.05.1998         |
| Дідик Петро Андрійович                |      | Харківська обл.           | Ізюмський                         | 380      | 11.05.1994          | 12.05.1998         |
| Чупахін Олександр Михайлович          |      | Харківська обл.           | Куп'янський                       | 381      | 11.05.1994          | 12.05.1998         |
| Биченко Микола Іванович               |      | Харківська обл.           | Лозівський                        | 382      | 11.05.1994          | 12.05.1998         |
| Суслов Віктор Іванович                |      | Харківська обл.           | Люботинський                      | 383      | 11.05.1994          | 12.05.1998         |
| Пустовойтовський Володимир Семенович  |      | Харківська обл.           | Первомайський                     | 384      | 11.05.1994          | 12.05.1998         |
| Райковський Броніслав Станіславович   |      | Харківська обл.           | Чугуївський                       | 385      | 11.05.1994          | 12.05.1998         |
| Гошовська Валентина Андріївна         |      | Харківська обл.           | Балаклійський                     | 386      | 11.05.1994          | 12.05.1998         |
| Карасик Владлен Михайлович            |      | Харківська обл.           | Богодухівський                    | 387      | 11.05.1994          | 12.05.1998         |
| Ольховський Борис Іванович            |      | Харківська обл.           | Валківський                       | 388      | 11.05.1994          | 12.05.1998         |
| Косолапов Анатолій Григорович         |      | Харківська обл.           | Вовчанський                       | 389      | 11.05.1994          | 12.05.1998         |
| Бандурка Олександр Маркович           |      | Харківська обл.           | Дергачівський                     | 390      | 11.05.1994          | 12.05.1998         |
| Бережний Олексій Тимофійович          |      | Харківська обл.           | Зміївський                        | 391      | 11.05.1994          | 12.05.1998         |
| Кудревич Олександр Андрійович         |      | Харківська обл.           | Красноградський                   | 392      | 11.05.1994          | 12.05.1998         |
| Іванов Василь Олексійович             |      | Харківська обл.           | Харківський                       | 393      | 11.05.1994          | 12.05.1998         |
| Єльяшкевич Олександр Сергійович       |      | Херсонська обл.           | Дніпровський                      | 394      | 11.05.1994          | 12.05.1998         |
| Кириченко Сергій Олександрович        |      | Херсонська обл.           | Комсомольський                    | 395      | 11.05.1994          | 12.05.1998         |
| Найда Георгій Іванович                |      | Херсонська обл.           | Суворовський                      | 396      | 11.05.1994          | 12.05.1998         |
| Безуглий Анатолій Григорович          |      | Херсонська обл.           | Новокаховський                    | 398      | 11.05.1994          | 12.05.1998         |
| Снігач Андрій Прокопович              |      | Херсонська обл.           | Великолепетиський                 | 399      | 11.05.1994          | 12.05.1998         |
| Довгань Сергій Васильович             |      | Херсонська обл.           | Великоолександрівський            | 400      | 11.05.1994          | 12.05.1998         |
| Сластьон Юрій Федорович               |      | Херсонська обл.           | Голопристанський                  | 401      | 11.05.1994          | 12.05.1998         |
| Ніколаєнко Станіслав Миколайович      |      | Херсонська обл.           | Іванівський                       | 402      | 11.05.1994          | 12.05.1998         |
| Самойлик Катерина Семенівна           |      | Херсонська обл.           | Чаплинський                       | 403      | 11.05.1994          | 12.05.1998         |
| Малєвський Олександр Тихонович        |      | Херсонська обл.           | Цюрупинський                      | 404      | 11.05.1994          | 12.05.1998         |
| Рудик Іван Леонтійович                |      | Хмельницька обл.          | Заводський                        | 405      | 07.04.1996          | 12.05.1998         |
| Павловський Михайло Антонович         |      | Хмельницька обл.          | Центральний                       | 406      | 11.05.1994          | 12.05.1998         |
| Яблонський Валентин Андрійович        |      | Хмельницька обл.          | Кам'янець-Подільський             | 407      | 11.05.1994          | 12.05.1998         |
| Дудченко Микола Петрович              |      | Хмельницька обл.          | Славутський                       | 408      | 07.08.1994          | 12.05.1998         |
| Верхогляд Василь Карпович             |      | Хмельницька обл.          | Шепетівський                      | 409      | 11.05.1994          | 12.05.1998         |
| Головко Анатолій Федорович            |      | Хмельницька обл.          | Волочиський                       | 410      | 11.05.1994          | 12.05.1998         |
| Вінський Йосип Вікентійович           |      | Хмельницька обл.          | Городоцький                       | 411      | 11.05.1994          | 12.05.1998         |
| Яковенко Валентин Петрович            |      | Хмельницька обл.          | Дунаєвецький                      | 412      | 11.05.1994          | 12.05.1998         |
| Бортник Володимир Федорович           |      | Хмельницька обл.          | Ізяславський                      | 413      | 11.05.1994          | 12.05.1998         |
| Чиж Іван Сергійович                   |      | Хмельницька обл.          | Летичівський                      | 414      | 11.05.1994          | 12.05.1998         |
| Семенчук Віктор Михайлович            |      | Хмельницька обл.          | Старокостянтинівський             | 415      | 24.07.1994          | 12.05.1998         |
| Свято Василь Петрович                 |      | Хмельницька обл.          | Чемеровецький                     | 416      | 11.05.1994          | 12.05.1998         |
| Сахань Іван Якович                    |      | Хмельницька обл.          | Ярмолинецький                     | 417      | 31.07.1994          | 12.05.1998         |
| Сирота Михайло Дмитрович              |      | Черкаська обл.            | Придніпровський                   | 418      | 11.05.1994          | 12.05.1998         |
| Півторак Володимир Вікторович         |      | Черкаська обл.            | Соснівський                       | 419      | 20.04.1996          | 12.05.1998         |
| Діхтяренко Григорій Юхимович          |      | Черкаська обл.            | Золотоніський                     | 420      | 31.07.1994          | 12.05.1998         |
| Шулежко Марія Яківна                  |      | Черкаська обл.            | Канівський                        | 421      | 31.07.1994          | 12.05.1998         |
| Пономаренко Борис Йосипович           |      | Черкаська обл.            | Смілянський                       | 422      | 31.07.1994          | 12.05.1998         |
| Роєнко Віктор Григорович              |      | Черкаська обл.            | Уманський                         | 423      | 11.05.1994          | 12.05.1998         |
| Парубок Омелян Никонович              |      | Черкаська обл.            | Монастирищенський                 | 424      | 11.05.1994          | 12.05.1998         |
| Пасько Сергій Олексійович             |      | Черкаська обл.            | Звенигородський                   | 425      | 11.05.1994          | 12.05.1998         |
| Гетьман Вадим Петрович                |      | Черкаська обл.            | Тальнівський                      | 426      | 24.07.1994          | 12.05.1998         |
| Карасик Юрій Михайлович               |      | Черкаська обл.            | Черкаський                        | 427      | 11.05.1994          | 13.01.1998         |
| Васюра Іван Іванович                  |      | Черкаська обл.            | Чигиринський                      | 428      | 11.05.1994          | 12.05.1998         |
| Душейко Петро Григорович              |      | Черкаська обл.            | Чорнобаївський                    | 429      | 11.05.1994          | 12.05.1998         |
| Ткаченко Олександр Миколайович        |      | Черкаська обл.            | Шполянський                       | 430      | 11.05.1994          | 12.05.1998         |
| Кияк Тарас Романович                  |      | Чернівецька обл.          | Ленінський                        | 431      | 11.05.1994          | 12.05.1998         |
| Іщенко Олег Іванович                  |      | Чернівецька обл.          | Першотравневий                    | 432      | 10.12.1995          | 12.05.1998         |
| Лупаков Євген Олександрович           |      | Чернівецька обл.          | Вижницький                        | 433      | 04.12.1994          | 12.05.1998         |
| Попеску Іван Васильович               |      | Чернівецька обл.          | Глибоцький                        | 434      | 11.05.1994          | 12.05.1998         |
| Манчуленко Георгій Манолійович        |      | Чернівецька обл.          | Заставнівський                    | 435      | 11.05.1994          | 12.05.1998         |
| Довганчин Григорій Васильович         |      | Чернівецька обл.          | Кельменецький                     | 436      | 11.05.1994          | 12.05.1998         |
| Філіпчук Георгій Георгійович          |      | Чернівецька обл.          | Кіцманський                       | 437      | 11.05.1994          | 03.04.1997         |
| Буздуган Юрій Олексійович             |      | Чернівецька обл.          | Новоселицький                     | 438      | 11.05.1994          | 12.05.1998         |
| Степанов Олександр Петрович           |      | Чернігівська обл.         | Деснянський                       | 439      | 11.05.1994          | 12.05.1998         |
| Симоненко Іван Петрович               |      | Чернігівська обл.         | Новозаводський                    | 440      | 11.05.1994          | 12.05.1998         |
| Чумаченко Микола Іванович             |      | Чернігівська обл.         | Ніжинський                        | 441      | 11.05.1994          | 12.05.1998         |
| Радченко Галина Федорівна             |      | Чернігівська обл.         | Прилуцький                        | 442      | 07.08.1994          | 12.05.1998         |
| Чумак Микола Васильович               |      | Чернігівська обл.         | Бахмацький                        | 443      | 11.05.1994          | 12.05.1998         |
| Шейко Петро Володимирович             |      | Чернігівська обл.         | Бобровицький                      | 444      | 11.05.1994          | 12.05.1998         |
| Плющ Іван Степанович                  |      | Чернігівська обл.         | Борзнянський                      | 445      | 11.05.1994          | 12.05.1998         |
| Масол Віталій Андрійович              |      | Чернігівська обл.         | Козелецький                       | 446      | 11.05.1994          | 12.05.1998         |
| Боровик Олександр Григорович          |      | Чернігівська обл.         | Менський                          | 447      | 11.05.1994          | 12.05.1998         |
| Кучма Леонід Данилович                |      | Чернігівська обл.         | Новгород-Сіверський               | 448      | 11.05.1994          | 15.07.1994         |
| Євтухов Василь Іванович               |      | Чернігівська обл.         | Новгород-Сіверський               | 448      | 20.11.1994          | 12.05.1998         |
| Дронь Анатолій Андрійович             |      | Чернігівська обл.         | Ріпкинський                       | 449      | 11.05.1994          | 12.05.1998         |
| Долженко Геннадій Петрович            |      | Чернігівська обл.         | Чернігівський                     | 450      | 11.05.1994          | 12.05.1998         |